# وست استور، دورست
وست استور (به انگلیسی: West Stour) یک روستا و محله مدنی در بریتانیا است که در North Dorset واقع شده‌است. وست استور ۲۰۰ نفر جمعیت دارد.